# Epiphragma fasciapenne
Epiphragma fasciapenne là một loài ruồi trong họ Limoniidae. Chúng phân bố ở miền Tân bắc.